# ステュムパロス

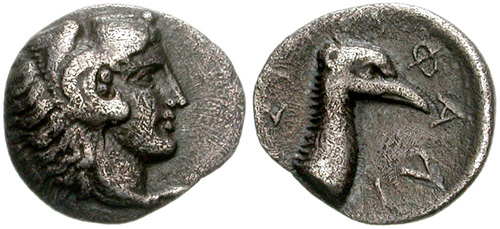
ステュムパロスのコイン。表にヘラクレス、裏にステュムパロスの怪鳥が描かれている。

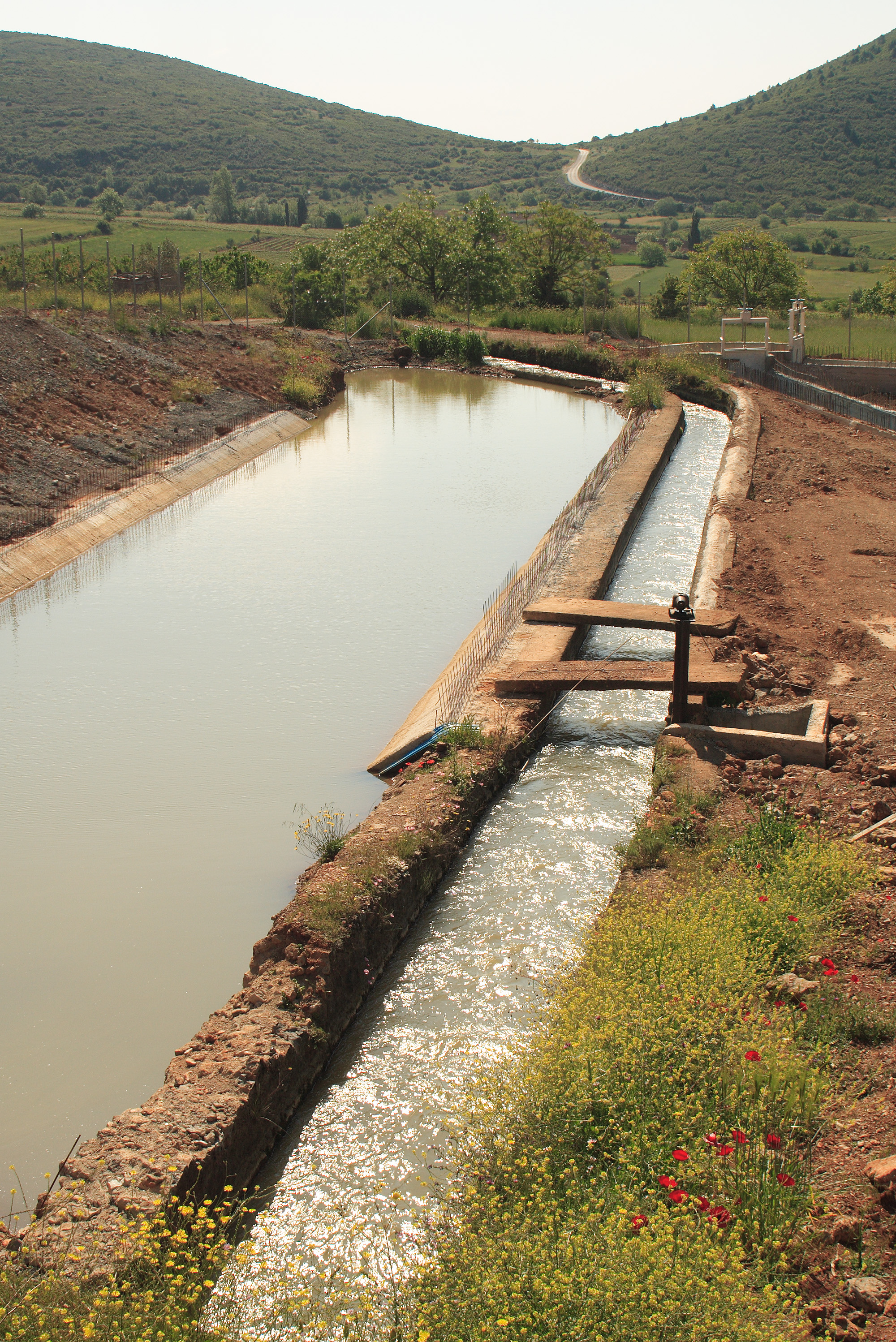
ハドリアヌス水道橋。

ステュムパロス（古希: Στύμφαλος, Stymphalos, 英: Stymphalus）は、古代ギリシアのアルカディア地方の都市である。ギリシア神話の英雄ヘラクレスがステュムパロスの鳥と呼ばれる怪鳥を退治した伝説の舞台として知られる。日本語ではステュンパロス、スティンファロス、長母音でステュムパーロス、ステュンパーロスなどと表記される。

## 地理
ステュムパロスの領土は長さ約10キロの平野で、北はアカイア地方、東はシキュオンとプリウス、南はマンティネイア、西はオルコメノスとペネオスと接している。平野は四方を山に囲まれ、北にキュレネ山の巨大な山塊がそびえ立ち、そこからステュムパロス山（Στυμφαλος ὄρος, Mount Stymphalus）と呼ばれる尾根が平野に突き出ている。
キュレネ山の反対側の平野の南端の山はアペラウロン（τὸ Ἀπέλαυρον）と呼ばれ、その足元にはステュムパロス湖の地下水の湧出口がある。この湖の湖水は部分的にキュレネ山とアペラウロンから流れ落ちる雨水と、平野の異なる部分から流れ込む3つの小川によって形成される。西からはカスタニア（Kastania）付近のゲロンテイウム山（Geronteium）に水源を持つ小川が流れている。そして東からはドゥサ（Dusa）の近くに水源を持つ別の小川が流れている。しかし、3つの小川で最も重要なのは平野の北側に端を発する、豊富な地下水の湧出口から流れる小川である。この小川は古代人によってステュムパロス川と呼ばれていた。これらの小川は湖の主要な水源であり、200スタディオンの距離を地下水脈として流れたのちに、アルゴリス地方のエラシノス川（Erasinos）として再び地表に現れると一般に信じられていた。
アイリアノスによるとステュムパロス人はエラシノス川とメトペ川（ Μετώπη, Metope）を崇拝した。そこからメトペ川はステュムパロス川の別名と考えられる。メトペ川はカリマコスによってもポルステイオス（πολύστειος, 「小石の多い」）と言及されている。ステュムパロス湖の源泉となった水はハドリアヌス帝によって建設された水道橋でコリントスまで運ばれた。この水道橋の遺構は現在もその大部分をたどることが可能である。パウサニアスは夏になると湖は乾燥したと報告しているが、地下を除いて湖水の流れ出る場所がないため、石や砂などによって地下水路が閉塞すると洪水を引き起こした。パウサニアスの時代（2世紀頃）に、アルテミスの怒りに起因するとされる同様の洪水が発生し、400スタディオンにわたって湖水が平野を覆った。ストラボンによると、イピクラテスは不成功に終わったステュムパロス包囲戦において、大量の海綿で水の流出口を塞ごうとしたが、ゼウスの予兆が現れたために中止した。ストラボンはまた、以前は湖水の地下の流出口がなかったため、彼の時代に都市から50スタディオン離れた位置にあった湖は、かつては都市の縁辺まで広がっていたと述べている。

## 歴史
ステュムパロスはホメロスの叙事詩『イリアス』の軍船表で言及され、またピンダロスによってアルカディアの母と呼ばれている。ステュムパロスの都市の名はエラトスの息子で、アルカディア王アルカスの孫にあたるステュムパロスに由来している。ただし都市はもともと別の場所にあり、ペラスゴスの息子で女神ヘラの養育者のテメノスが住んでいた。この旧都市はパウサニアスの時代には完全に姿を消しており、彼が知り得たのはその地でヘラが処女、妻、未亡人としての別名を持った3つの異なる神域で尊崇を集めていたということだけだった。
ギリシア神話によると、ステュムパロス王はエリス地方の王ペロプスによって謀殺され、その遺体は切り刻まれて大地にばら撒かれた。この残虐行為のために災いがギリシア全土に降りかかったが、アイギナ島の王アイアコスの祈りによって救われたと伝えられている。また都市に隣接するステュムパロス湖は危険な人食い鳥の巣窟として知られる。ヘラクレスによって退治されたステュムパロスの鳥と呼ばれるこれらの鳥について、パウサニアスはツルと同じくらいの大きさで、姿はトキに似ているが、トキよりも強いくちばしはトキほどは曲がっていなかったと述べている。ステュムパロスのいくつかの貨幣はパウサニアスの記述と正確に一致している。
都市について古代の歴史家はあまり言及していないが、アルゴリス地方とコリントスから西方に通じる交通の要所の1つであった点に主な重要性がある。前315年、カッサンドロスの将軍アポロニデスによって占領され、その後アカイア同盟に所属した。パウサニアスの時代にはステュムパロスはアルゴリスの一部であった。
パウサニアスが言及した都市の唯一の建築物であるアルテミス・ステュムピリア（ステュムパロスに坐すアルテミス）の神殿は、神殿の屋根のそばにステュムパロスの鳥の像があった。神殿の背後には鳥の足と太股を持つ若い乙女たちを表した白い大理石の像が立っていた。アルテミス神殿はローマ時代においてもまだ使用されていたらしい。女神の珍しい側面の1つは、前2世紀初頭の碑文の中で彼女の聖域がアテナイの信仰であるアルテミス・ブラウロニア（ブラウロンに坐すアルテミス）の名前で呼ばれていることである。エラテイア人に対するステュムパロス人の厚遇を記念する碑文は、エラテイアのアゴラとステュムパロスのアルテミス・ブラウロニアの聖域に設置された。デメテルとヘルメスの信仰もまた叙事詩的に証明されている。

## 人物
- シュラクサイのハゲシアス（Hagesias）

ステュムパロス出身の母を持つ。第6回オリンピア競技祭のラバ車競走で優勝した。ピンダロスはハゲシアスの勝利を讃え、聴衆にステュムパロスで崇拝された処女としてのヘラを崇拝するよう促している。
- ドロメウス（Dromeus）

ステュムパロス出身の長距離走者。パウサニアスによるとドロメウスはギリシャ四大大会のドリコス走で12回も優勝した。彼はオリンピア競技祭で2回、ピュティア競技祭で2回、イストミア競技祭で3回、ネメア競技祭で5回の優勝をし、オリンピアにはドロメウスの勝利を讃える像があった。

## 考古学

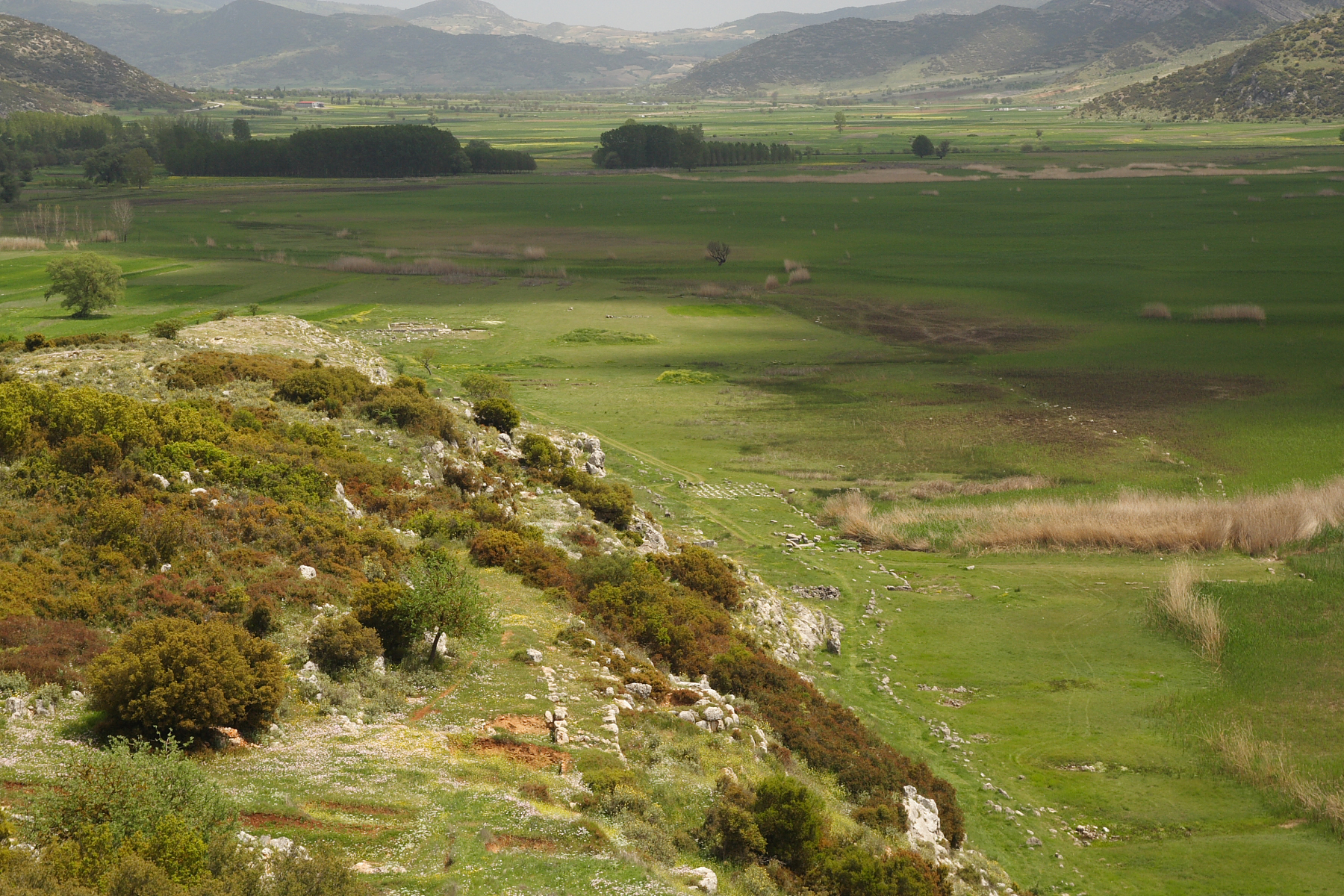
緑に覆われたステュムパロスのアクロポリスの遺跡。城壁と南西門、住宅跡。

ステュムパロスの遺跡は現代のスティンファリアの近くにある。アナスタシオス・オルランドスは1924年から1930年にかけてアテネ考古学協会を代表して遺跡の一部を発掘した。1982年以来、ブリティッシュコロンビア大学のヘクター・ウィリアムズ（Hector Williams）の指揮のもと、ステュムパロス湖の北岸にある遺跡の発掘が進められている。これらの考古学的な調査と発掘によって紀元前4世紀に再建された都市が明らかとなった。都市は30メートルごとに6メートルの道路が南北に走る方格設計に基づいて設計され、100メートル以上ある東西を貫く大通りとここかしこに交差していた。劇場、パライストラ、水浴室、いくつかの神殿と聖域といった建築物も発見されている。1925年にオルランドスによって発見された「POLIAD･･･（アテナ・ポリアスの）」という碑文が見つかった聖域はアテナ・ポリアス（都市を守護するアテナ）が信仰されたことを示していると思われるが、それにもかかわらずこれに関する新たな証拠は見つかっていない。遺跡から発見された陶片で書かれた落書きは出産の女神エイレイテュイアについて言及し、大量に発見された宝飾類（主に銅または青銅）は女性がよく訪れる聖域であったことを示唆している。また欠けた子供の像はその信仰がクロトロポス的なものであったという解釈を裏書きする。神殿の別館から発見された織機工房の数十個の紡錘の重りはアテナの存在を強く示唆している。聖域はおそらく前146年にローマ人によって破壊されたが、その地域で発見された初期から中期のローマン陶器のランプから判断すると少なくとも後で再訪されたようである。

## ギャラリー

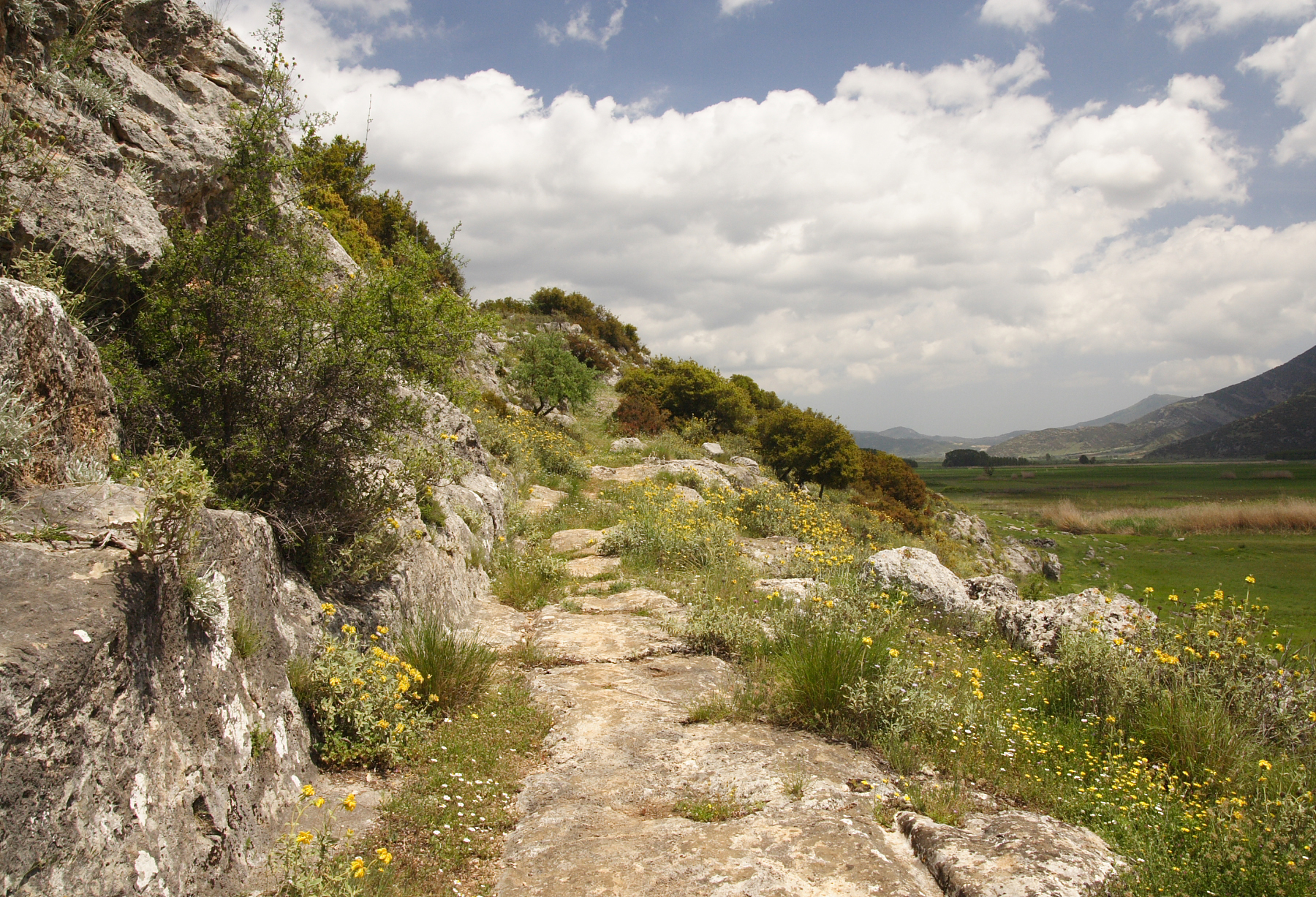
ステュムパロスのアクロポリスへと向かう道
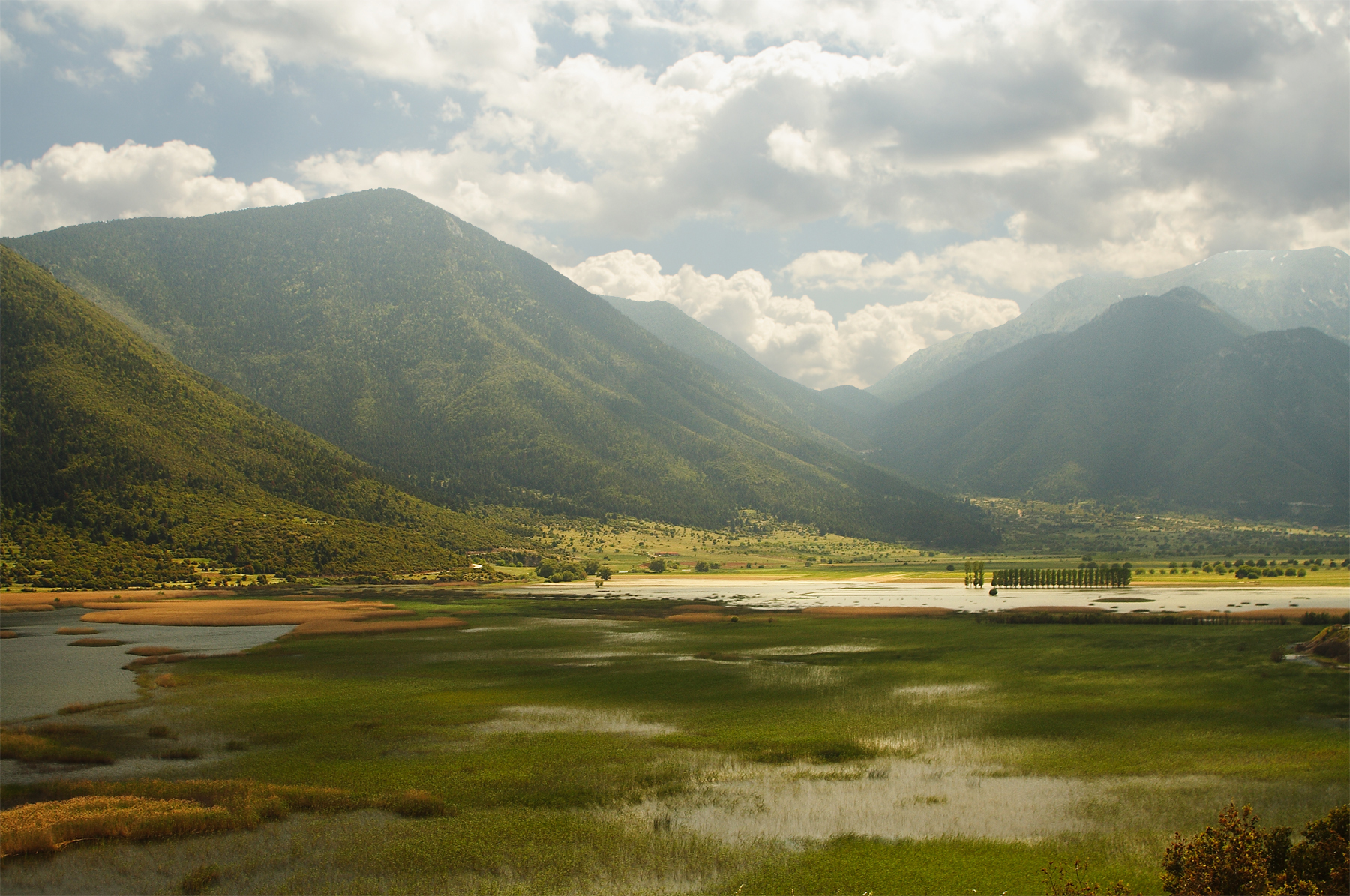
ステュムパロス湖
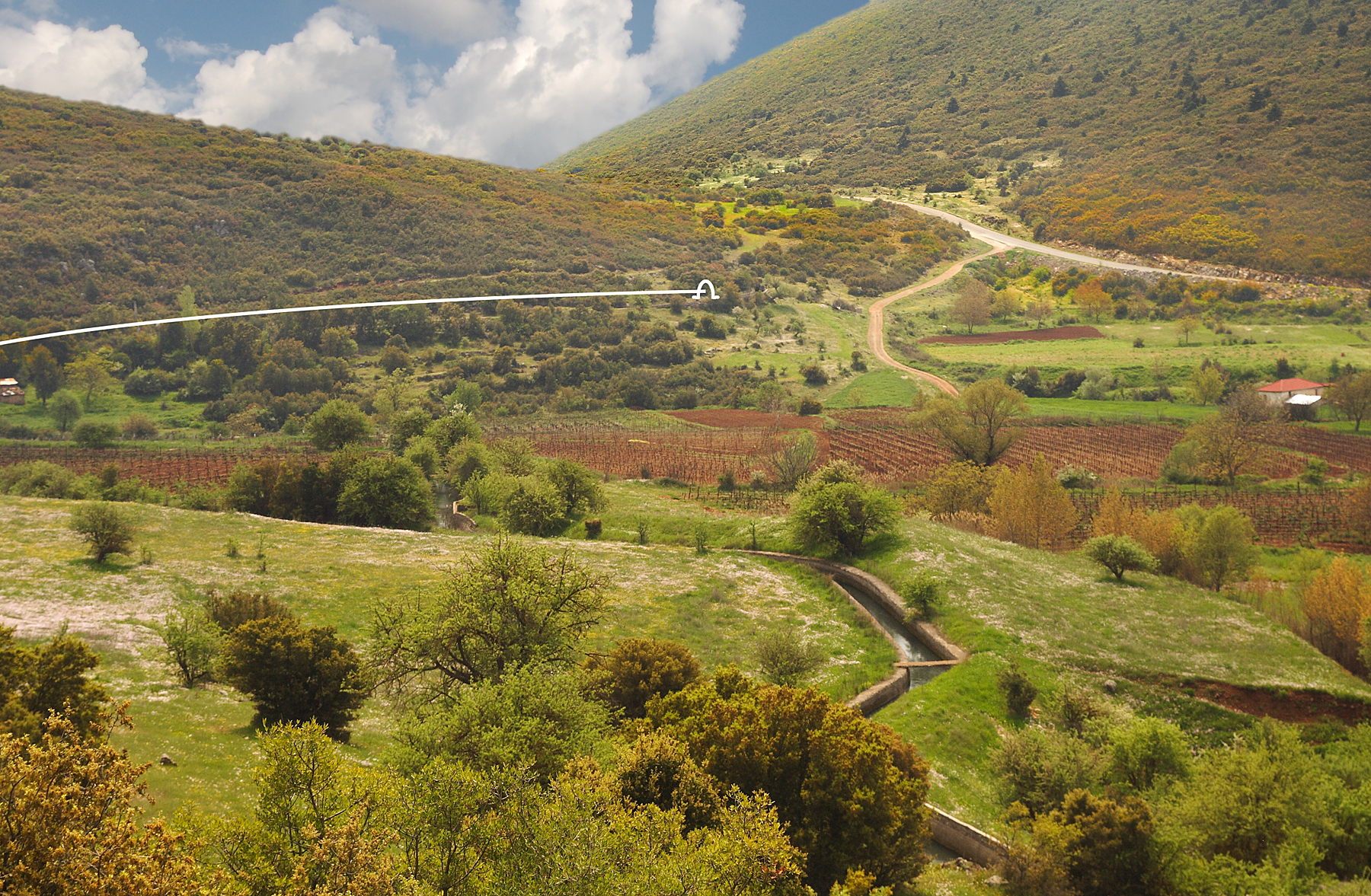
ステュムパロス湖近くのハドリアヌス水道橋
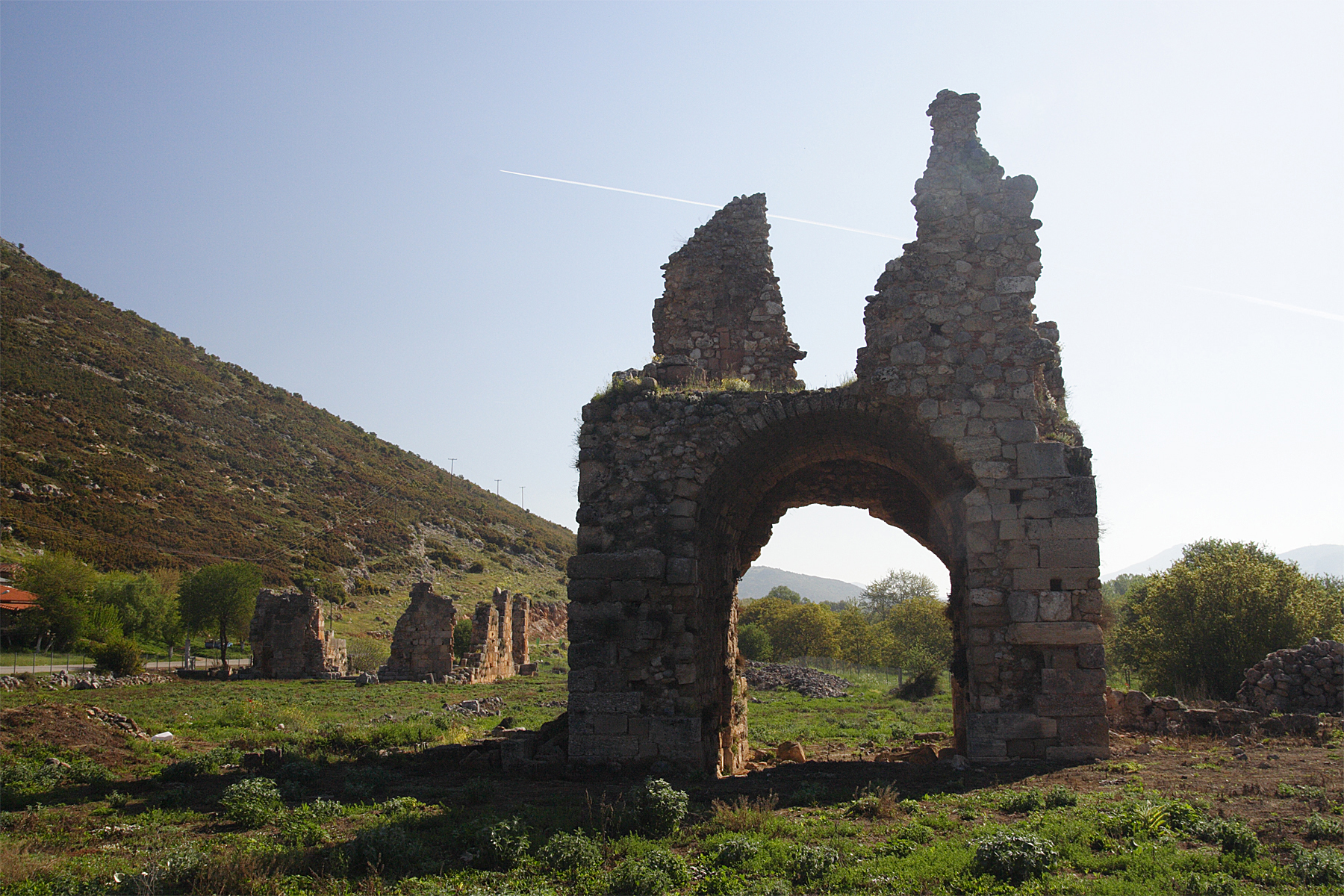
フランク人が建設したシトー派のザラカ修道院跡